# Deep End (Film)
Deep End ist ein britisch-deutsches Filmdrama des polnischen Nouvelle-Vague-Regisseurs Jerzy Skolimowski aus dem Jahr 1970, angesiedelt im Londoner East End während der „Swinging Sixties“.

## Handlung
London in den späten 1960er-Jahren: Der 15-jährige Schulabbrecher Mike nimmt eine Stelle in einer öffentlichen Badeanstalt an. Dort lernt er die hübsche Susan kennen, die sieben Jahre älter ist als er und ihn sofort in ihren Bann zieht. Der noch jungfräuliche Mike ist von der erotisch aufgeheizten Stimmung im Schwimmbad – er wird beispielsweise von einer Frau mittleren Alters sexuell belästigt – überfordert und hegt eine sich steigernde Obsession für Susan.
Sowohl von ihrem Verlobten Chris als auch von ihrem Geliebten, einem verheirateten Sportlehrer, wird Susan wie ein Sexobjekt behandelt, beide Verhältnisse verlaufen turbulent und wechselhaft. Ihre Aggressionen lässt sie an Mike aus, den sie durch ihr ihm gegenüber gelegentlich flirtendes, häufiger aber abweisendes Verhalten verwirrt. Über seine Verliebtheit macht sie sich lustig, weil sie selbst niemanden liebt und genauso hilflos ist wie der Junge. Voller Verlangen beobachtet Mike, wie sie mit anderen Männern flirtet. Als Susan und ihr Freund eines Abends ins Kino gehen, werden sie von Mike verfolgt, der im Dunkeln versucht, ihre Brüste zu berühren. Ein anderes Mal entdeckt er vor einem Strip-Club einen Pappaufsteller, der Susan zum Verwechseln ähnlich sieht. Er stiehlt ihn und lässt ihn nicht mehr los, nicht einmal, als er Susan kurz darauf begegnet. Später benutzt er den Pappaufsteller zur Auslebung seiner sexuellen Fantasien im Schwimmbecken und spielt mit ihm unter Wasser.
Als Mike schließlich Glasscherben unter Susans Auto legt, um ihr Treffen mit ihrem Geliebten zu verhindern, kommt es zu einem Streit zwischen den beiden. Bei einer Handgreiflichkeit löst sich der Diamant ihres Verlobungsringes und landet im Schnee. Gemeinsam füllen sie den Schnee in Plastiktüten und bringen ihn in ein leeres Schwimmbecken der Badeanstalt, um ihn zu schmelzen.
Während Susan mit ihrem Verlobten telefoniert, findet Mike den Diamanten. Er zieht sich aus und drapiert sich im großen, leeren Becken der Anstalt nackt mit dem Diamanten auf seiner Zunge und erwartet Susan. Er will ihr den Diamanten nur dann geben, wenn sie sich ihm hingibt. Zunächst will sie fortgehen, überlegt es sich allerdings noch einmal, zieht sich ohne Worte aus, er gibt ihr den Stein, sie steckt ihn sorgfältig in ihre Handtasche und legt sich anschließend wortlos zu Mike auf den Boden des Beckens. Er kann in seiner Verwirrung und Orientierungslosigkeit nicht entsprechend reagieren und küsst sie nicht mal. Sie kann nicht gefühlvoll auf ihn eingehen. Als sie dann aufsteht, um sich anzuziehen, befiehlt Mike ihr, zu bleiben und nicht zu ihrem Verlobten zurückzukehren. Er steigert sich in seiner erregten Besessenheit und schleudert Susan eine Deckenleuchte an den Kopf, woraufhin sie bewusstlos wird und schließlich, als sich das Becken langsam mit Wasser füllt, ertrinkt. Er hilft ihr nicht. Und erst als ihr Körper bereits leblos ist, umarmt er sie unter Wasser – wie in einer Wiederholung der Szene mit dem Pappaufsteller.

## Hintergrund

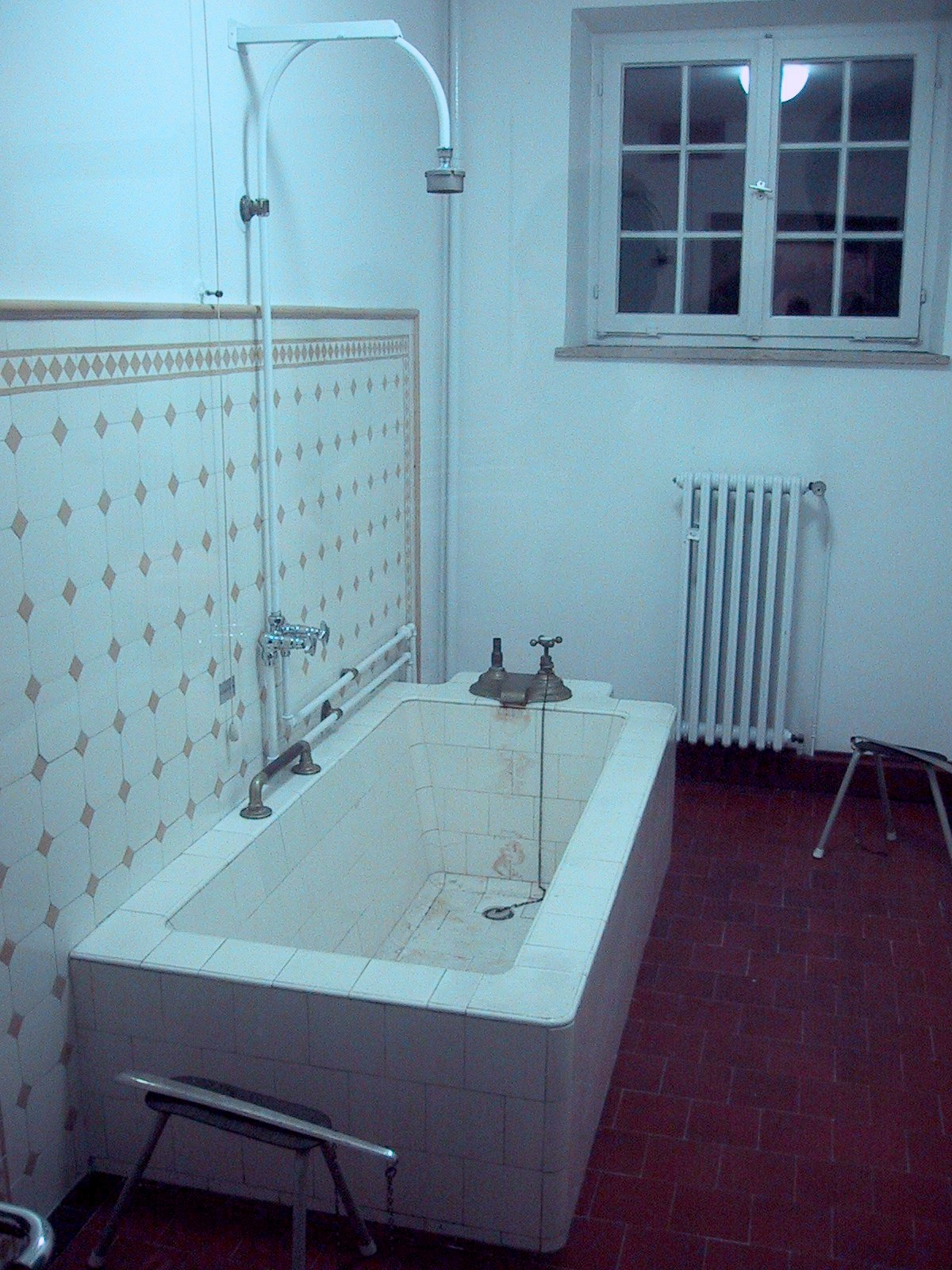
Im Müllerschen Volksbad entstanden die in den Umkleideräumen spielenden Szenen

Deep End hatte eine relativ kurze Produktionsgeschichte, von der Konzeption der Handlung bis zum Ende der Dreharbeiten vergingen kaum sechs Monate. Jerzy Skolimowski verfasste das Drehbuch, kurz nachdem er Polen aus politischen Gründen verlassen musste, gemeinsam mit seinem polnischen Landsmann Jerzy Gruza. Da beide noch ein holpriges Englisch sprachen, verpflichteten sie den bereits fließender Englisch sprechenden Polen Bolesław Sulik als Übersetzer des Drehbuchs und dritten Drehbuchautoren. Skolimowski strukturierte das Drehbuch so, dass die gesamte Handlung nur eine (Arbeits-)Woche umfasst – der Filmanfang ist somit an einem Montagmorgen und das Filmende an einem Sonntagabend. Im fertigen Film ist diese Zeitstruktur nicht auf den ersten Blick ersichtlich. Jerzy Skolimowski absolvierte im Hitchcockschen Stil einen Cameo-Auftritt im Film als Fahrgast in der U-Bahn, der eine kommunistische Zeitung liest – insofern ironisch, da Skolimowski von den kommunistischen Machthabern in Polen zur Emigration gezwungen wurde.
Die Dreharbeiten fanden in München und anschließend in London statt. München wurde als Drehort ausgewählt, da die dort ansässigen Bavaria Studios die Hauptfinanziers des Filmes waren. In München wurde neben den Bavaria Studios im Müllerschen Volksbad sowie die Wettlaufszene im Englischen Garten gefilmt. Das Müllersche Volksbad war die Kulisse für die Umkleideräume und Korridore des Schwimmbads. Da das Müllersche Volksbad ein sehr gepflegtes Aussehen hatte, mussten die Fluren und Umkleidekabinen von den Szenenbildnern bearbeitet werden, um den Anschein eines heruntergekommenen Bades zu vermitteln. Viele Mitglieder der Filmcrew waren ebenfalls Deutsche und flogen im Anschluss zu den weiteren Dreharbeiten nach London, wo nach insgesamt knapp einem Monat Drehzeit die Aufnahmen abgeschlossen werden konnten. Die Szenen, die direkt am und im Schwimmbecken spielen, entstanden in der bereits abgenutzten Schwimmhalle Cathall Road Baths im Londoner Stadtbezirk Waltham Forest. Die Nachtszenen wurden ebenfalls zum großen Teil in London gedreht, so etwa an der bekannten Berwick Street im Stadtteil Soho.
Den Soundtrack steuerten die Kölner Band Can und der britische Sänger Cat Stevens bei. Cans Musikstück Mother Sky ist in der in Soho spielenden Nachtsequenz über einige Minuten zu hören. Regisseur Skolimowski gab Cat Stevens nach eigenen Angaben für seine Komposition den Satz „I Might Die Tonight“ (deutsch: Ich sterbe vielleicht heute Abend), da dieser zu dem Filminhalt passen würde. Stevens schrieb schließlich das Lied But I Might Die Tonight, das die Gefühlswelt der Hauptfigur Mike untermalt und auch auf Stevens’ viertem Studioalbum Tea for the Tillerman enthalten ist.
Deep End wird häufig in eine Reihe mit Produktionen wie Michelangelo Antonionis Blow Up oder Roman Polańskis Ekel gestellt, die sich ebenfalls mit dem Swinging London der 1960er Jahre beschäftigen. Der deutsche Filmpublizist Robert Fischer drehte die 2011 veröffentlichte, 75-minütige Dokumentation Starting Out: The Making of Jerzy Skolimowski’s Deep End, die sich mit der Entstehungsgeschichte des Filmes beschäftigt und einige Beteiligte wie die beiden Hauptdarsteller und Regisseur Skolimowski interviewt.

## Synchronisation
Viele der deutschsprachigen Schauspieler wie Karl-Michael Vogler als Sportlehrer und Dieter Eppler aus Hausmeister sind mit ihren eigenen Stimmen in der deutschen Synchronfassung zu hören. Angelika Bender sprach für Jane Asher als Susan, während Tommi Piper Chris Sandford als Verlobtem von Susan die Stimme lieh.

## Kritik
Dieter E. Zimmer schrieb zur deutschen Premiere 1971 in Die Zeit, der Film sei „auf den ersten Blick ganz leicht, ein Kinofilm, der kein neuen Sehgewohnheiten inauguriert oder voraussetzt, aber sicher bis ins letzte Detail komponiert und sehr musikalisch (so genau wissen wenige Regisseure mit Beat umzugehen), ohne globale Aussagen über Zeitgeist oder Jugend, aber von vertrackter Psychologie: die Nacherfindung eines Stücks Alltag in seiner zwanghaften Außerordentlichkeit, absurd und lächerlich und pathetisch in einem, das überraschend-notwendige, tiefe Ende dessen, was ein hohes Gefühl werden wollte, in einer nur zu wahr anmutenden, miesen Situation.“

„Nicht ohne Mängel und mit etwas gewaltsamem melodramatischem Schluß, insgesamt aber ernsthaft und einfühlsam inszeniertes Jugendporträt.“

War der Film zur Zeit seiner Erstveröffentlichung noch ein kommerzieller Misserfolg, so gilt er mittlerweile als Kultfilm. So schrieb Andreas Banaski 2011 bei Spiegel Online, dass Deep End zunächst etwas in Vergessenheit geraten und jahrzehntelang kaum zu sehen gewesen sei, in den letzten Jahren nach Restauration und DVD-Veröffentlichung aber wiederentdeckt wurde. Banaski lobte die Kameraarbeit von Charly Steinberger (der Film sehe „einfach toll“ aus) sowie die Filmmusik von Cat Stevens und Can. Jane Asher sei „cool“ und John Moulder-Brown „glaubwürdig“, während die Nebenrollen vielfach mit deutschen Darstellern aus Fernsehkrimis besetzt seien. Der Kurzauftritt des einstigen Sexsymbols Diana Dors als übergriffige Frau im Schwimmbad sei „die vielleicht bewunderungswürdigste Szene“, da Dors „ekstatisch“ brillieren würde. Für den Regisseur Skolimowski sei Deep End der Höhepunkt seiner Karriere geblieben: „Aber wenn man eine Karrierespitzenleistung wie Deep End einmal im Leben schafft, reicht das ja.“

## Auszeichnungen und Nominierungen
- 1970: Deep End wurde zu den Filmfestspielen von Venedig zugelassen und feierte dort am 1. September 1970 seine Weltpremiere. Der Film hätte laut vielen Beaobachtern als Favorit für den Hauptpreis des Goldenen Löwen gegolten, wenn nicht ab 1969 aus demokratischen Gründen für einige Jahre die Wettbewerbspreise abgeschafft worden wären.[1]
- 1972: Nominierung für Jane Asher als Beste Hauptdarstellerin bei den britischen Society of Film and Television Arts Awards (BAFTA Awards)